# Camall

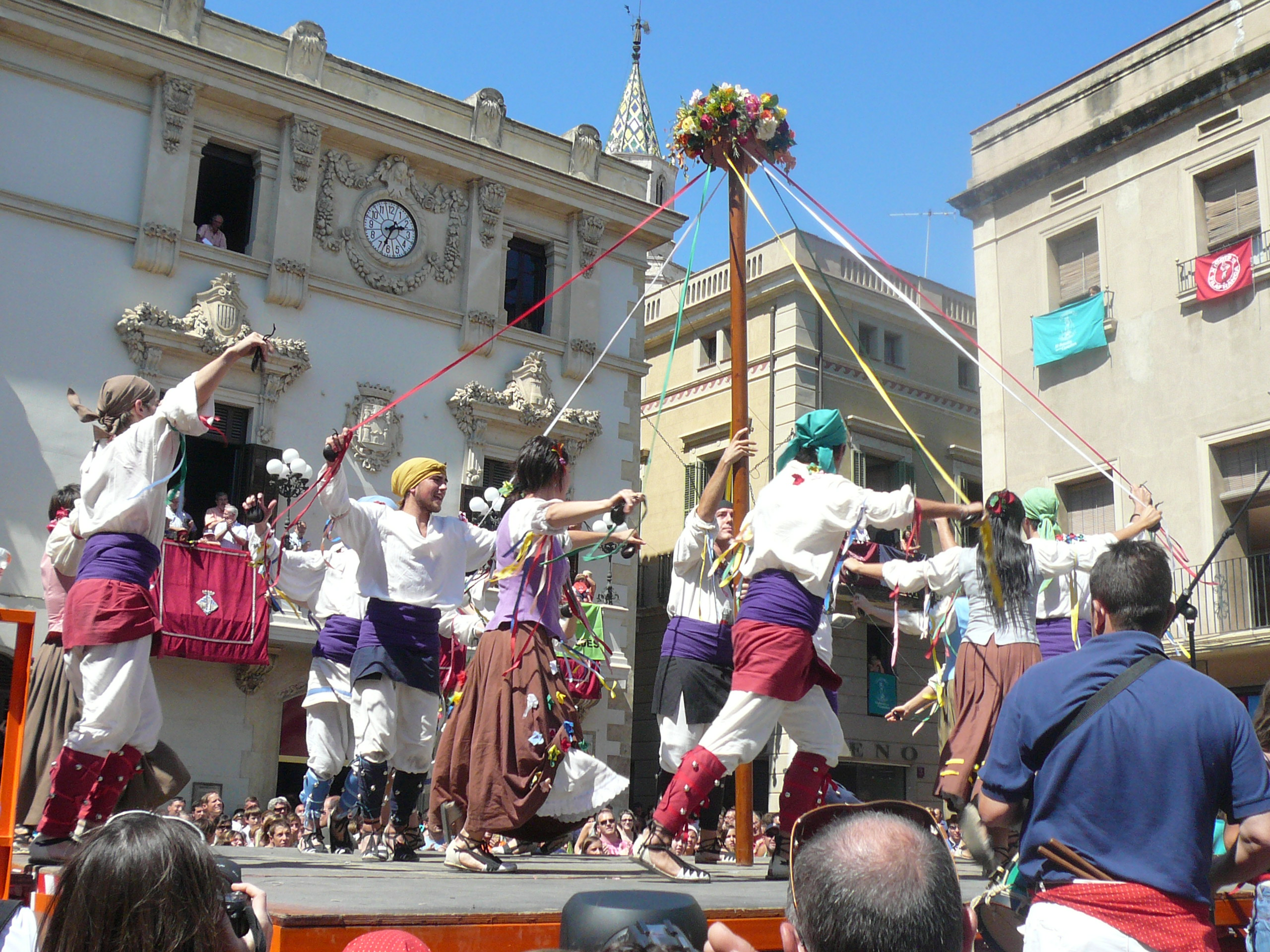
Els homes porten camalls, de color blau o vermell, amb picarols, sobre els pantalons blancs.

Un camall és una peça de roba masculina feta de drap, sovint d'un color viu, guarnida amb picarols i que cobreix la cama des del genoll fins al peu per sobre dels pantalons o calçons. Als Països Catalans s'usen, per exemple, en el ball de bastons i en el ball de gitanes.